# سامسونگ گلکسی اس۳
سامسونگ گلکسی اس۳ (به انگلیسی: Samsung Galaxy S III) یک تلفن هوشمند رده بالا از سری گلکسی اس، محصولی از شرکت سامسونگ که در ٣ می ٢٠١٢ در لندن و به عنوان جانشین نسل قبلی خود، یعنی گلکسی اس٢، معرفی شد.گلکسی اس٣ بصورت پیش‌فرض از سیستم عامل اندروید نسخه ی ۴.٠.٣ بستنی حصیری بهره می برد که به اندروید ۴.٣ آبنبات ژله ای قابل ارتقاست. این تلفن همراه در تاریخ ۲۹ می ۲۰۱۲ در بازار اروپا و در ماه ژوئن همان سال در بازار آمریکا و بازار هند عرضه شد.سامسونگ حدودا دو سال بعد از رونمایی از گلکسی اس٣، از نسخه ی دیگری از این گوشی با نام گلکسی اس٣ نئو(به انگلیسی : Samsung Galaxy S3 Neo) رونمایی کرد که از جمله تفاوت های آن نسبت به اس٣ می توان به استفاده از سیستم عامل اندروید نسخه ۴.١.٢ آبنبات ژله ای (که به اندروید نسخه ی ۴.۴.۴ کیت کت قابل ارتقاست) اشاره کرد.

## مشخصه‌ها

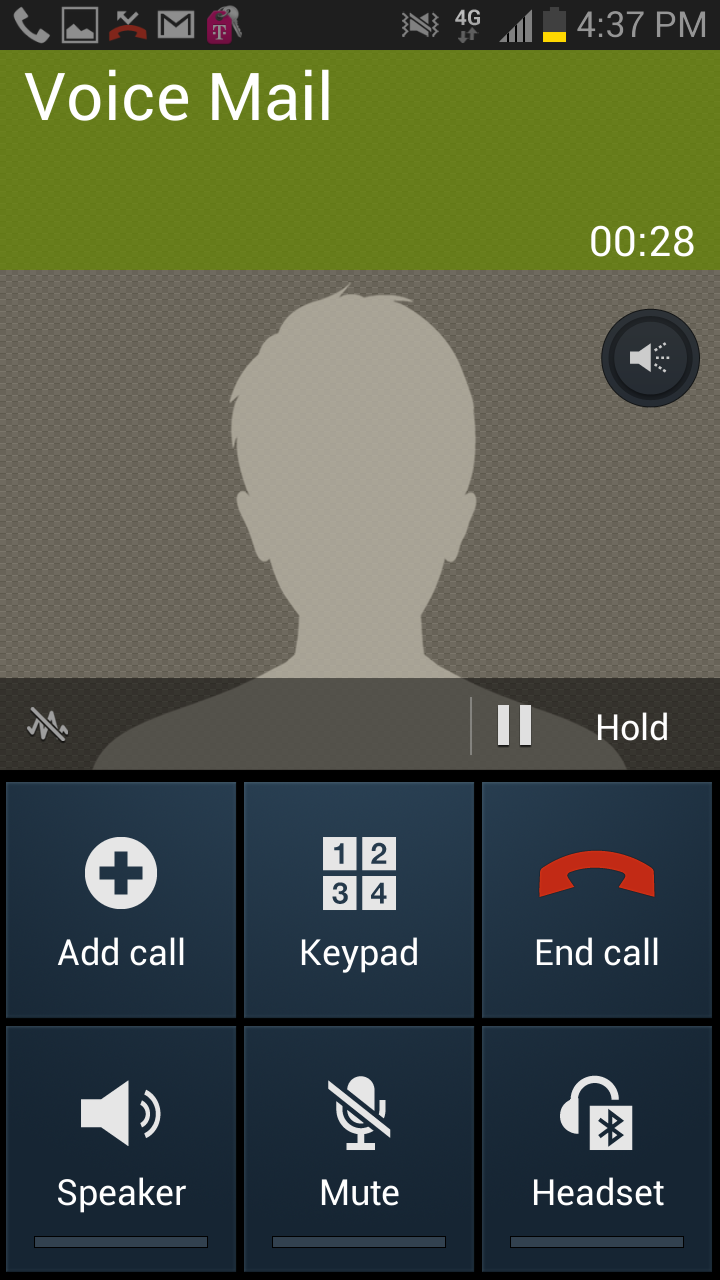
گزینه ها: شخصی سازی صدای تماس لغو نویز نگه داشتن تماس افزودن تماس صفحه کلید پایان تماس بلندگو قطع کردن هدست (بلوتوث)

این تلفن همراه در دو رنگ سفید مرمری و سرمه ای، بهمراه تعداد زیادی از ویژگی‌های نرم‌افزاری و لوازم سخت‌افزاری، قابل دسترس است. همچنین در مدل‌های ۱۶، ۳۲ و ۶۴ گیگابایتی عرضه می‌شود و یک فضای ۵۰ گیگابایتی در سرویس دراپ‌باکس برای مدت ۲ سال به خریداران هدیه داده می‌شود.
سخت‌افزار این گوشی شامل یک پردازنده چهار هسته ای ۱٫۴ گیگاهرتزی، پردازنده گرافیکی مالی-۴۰۰ و یک رم ۱ گیگابایتی می‌باشد. ابعاد این دستگاه ۱۳۶٫۶ * ۷۰٫۶ * ۸٫۶ میلی‌متر است. شیشه استفاده شده برای صفحه نمایش این گوشی، مدل گوریلا گلس ۲ می‌باشد.
گالاکسی اس۳ به‌طور پیش‌فرض با نسخه ۴٬۰٬۴ اندروید عرضه شده و چندی پس از عرضه‌اش اندروید ان به 4.3 ارتقا یافت.
گالاکسی اس ۳ دستگاه رسمی در بازی‌های المپیک تابستانی ۲۰۱۲ بود.

## منابع

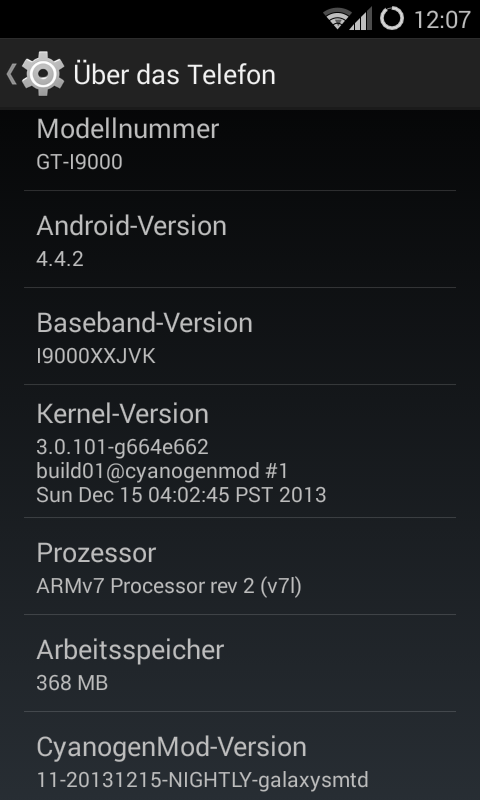
درباره دستگاه